# Onychium japonicum
Onychium japonicum är en kantbräkenväxtart. Onychium japonicum ingår i släktet Onychium och familjen Pteridaceae.

## Underarter
Arten delas in i följande underarter:
- O. j. japonicum
- O. j. moupinense
- O. j. lucidum